# 樱桃忍冬
樱桃忍冬（学名：Lonicera fragrantissima subsp. phyllocarpa）为忍冬科忍冬属下的一个亚种。